# 차동 시그널링

차동적으로 전송되는 신호

차동 시그널링(Differential signalling)은 두 개의 상보적인 신호를 사용하여 정보를 전기적으로 전송하는 방법이다. 이 기술은 각각 자체 도체를 통해 차동 신호 쌍과 동일한 전기 신호를 보낸다. 컨덕터 쌍은 연선 또는 리본 케이블의 와이어이거나 인쇄 회로 기판의 트레이스일 수 있다.
전기적으로 두 도체는 크기는 동일하지만 극성이 반대인 전압 신호를 전달한다. 수신 회로는 두 신호 간의 차이에 응답하여 크기가 두 배 더 큰 신호를 생성한다.
차동 시그널링의 대칭 신호는 균형(balanced)이라고 할 수 있지만 이 용어는 차동 수신기에 공급될 때 공통 모드 간섭을 거부하는 균형 회로 및 균형 라인에 더 적절하게 적용된다. 차동 시그널링은 라인 균형을 이루지 않으며 균형 회로의 잡음 제거에는 차동 시그널링이 필요하지 않다.
차동 시그널링은 하나의 도체만 신호로 구동하고 다른 도체는 고정 기준 전압에 연결되는 단일 종단 신호와 대조된다.

## 장점
일반적인 믿음과는 달리, 차동 신호는 노이즈 제거에 영향을 미치지 않는다. 차동 수신기가 있는 평형 라인은 신호가 차동이든 단일 종단이든 상관없이 노이즈를 제거하지만, 평형 라인 노이즈 제거에는 어쨌든 차동 수신기가 필요하므로 차동 신호는 종종 평형 라인에서 사용된다. 차동 신호의 이점 중 일부는 다음과 같다.
- 차동 쌍 간의 신호 전압이 두 배로 증가하여(동일한 공칭 레벨의 단일 종단 신호와 비교하여) 6dB의 추가 헤드룸을 제공한다.[1]
- 두 증폭기 사이의 공통 모드 노이즈(예: 불완전한 전원 공급 장치 제거)는 차동 수신기에 의해 쉽게 제거된다.
- 증가된 노이즈 내성 및 6dB의 추가 헤드룸 덕분에 더 긴 케이블 길이를 사용할 수 있다.
- 고주파에서 출력 증폭기의 출력 임피던스가 변경되어 작은 불균형이 발생할 수 있다. 두 개의 동일한 증폭기에 의해 차동 모드로 구동될 때 이 임피던스 변화는 두 라인에서 동일하며 따라서 상쇄된다.[1]

차동 신호는 평형 오디오와 같은 아날로그 신호뿐만 아니라 RS-422, RS-485, 이더넷 오버 트위스티드 페어, PCI 익스프레스, 디스플레이포트, HDMI 및 USB와 같은 디지털 신호에도 사용된다.

### 저전압 전자 제품 사용 적합성

차동 증폭기는 증폭기 두 입력의 전압 차이를 증폭하여 차동 신호에 반응한다.

전자공업은 특히 휴대용 및 모바일 장치에서 전력을 절약하기 위해 공급 전압을 지속적으로 낮추려고 노력한다. 그러나 낮은 공급 전압은 노이즈 내성을 감소시킨다. 차동 신호는 이러한 문제를 줄이는 데 도움이 되는데, 주어진 공급 전압에서 단일 종단 시스템의 두 배 노이즈 내성을 제공하기 때문이다.
그 이유를 이해하기 위해 공급 전압 {\displaystyle V_{S}}를 가진 단일 종단 디지털 시스템을 고려해보자. 높은 논리 레벨은 {\displaystyle V_{S}\,}이고 낮은 논리 레벨은 0V이다. 따라서 두 레벨 간의 차이는 {\displaystyle V_{S}-0\,\mathrm {V} =V_{S}}이다. 이제 동일한 공급 전압을 가진 차동 시스템을 고려해보자. 한 선이 {\displaystyle V_{S}\,}이고 다른 선이 0V인 높은 상태에서의 전압 차이는 {\displaystyle V_{S}-0\,\mathrm {V} =V_{S}}이다. 선의 전압이 교환된 낮은 상태에서의 전압 차이는 {\displaystyle 0\,\mathrm {V} -V_{S}=-V_{S}}이다. 따라서 높은 논리 레벨과 낮은 논리 레벨 간의 차이는 {\displaystyle V_{S}-(-V_{S})=2V_{S}\,}이다. 이는 단일 종단 시스템의 두 배 차이이다. 한 선의 전압 노이즈가 다른 선의 노이즈와 상관관계가 없다면, 차동 시스템에서 오류를 일으키는 데 단일 종단 시스템보다 두 배의 노이즈가 필요하다. 즉, 차동 신호는 노이즈 내성을 두 배로 늘린다.

## 단일 종단 신호와의 비교
단일 종단 신호에서 송신기는 수신기가 고정된 기준 전압과 비교하는 단일 전압을 생성하며, 둘 다 양 끝단이 공유하는 공통 접지 연결에 상대적이다. 많은 경우 단일 종단 설계는 실현 가능하지 않다. 또 다른 어려움은 고속으로 작동하려는 단일 종단 신호 시스템에 의해 생성될 수 있는 전자파장애이다.

## 평형 인터페이스와의 관계
두 장비 간에 신호를 차동적으로 전송할 때 평형 인터페이스를 통해 그렇게 하는 것이 일반적이다. 인터페이스는 드라이버, 라인, 수신기 세 부분으로 구성된 서브시스템이다. 이 세 구성 요소는 신호가 이동하는 전체 회로를 완성하며, 이 회로의 임피던스가 인터페이스 전체가 평형인지 아닌지를 결정한다. "평형 회로는 두 도체와 그에 연결된 모든 회로가 접지 및 다른 모든 도체에 대해 동일한 임피던스를 갖는 두 도체 회로이다." 평형 인터페이스는 노이즈에 대한 보호 체계로 개발되었다. 이론적으로, 공통 모드(두 도체에서 동일한 크기와 동일한 극성으로 나타나는 전압)인 한 어떤 간섭도 제거할 수 있다.
평형 인터페이스가 무엇인지, 그리고 차동 신호와 어떻게 관련되는지에 대한 큰 혼란이 존재한다. 실제로는 완전히 독립적인 두 가지 개념이다. 평형 인터페이스는 노이즈 및 간섭 제거와 관련이 있는 반면, 차동 신호는 헤드룸에만 관련이 있다. 회로의 임피던스 균형은 회로가 전달할 수 있는 신호를 결정하지 않으며 그 반대도 마찬가지이다.

## 차동 쌍의 사용
이 기술은 전자 누화 및 전자파장애를 최소화하며, 노이즈 방출 및 노이즈 수용 모두를 줄이고, 일정하거나 알려진 특성 임피던스를 달성하여 고속 신호 전송 라인 또는 고품질 평형 라인 및 평형 회로 오디오 신호 경로에서 중요한 임피던스 매칭 기술을 허용한다.
차동 쌍은 다음과 같다.
- 트위스티드 페어 케이블, 차폐 및 비차폐
- 마이크로스트립 및 스트립라인 인쇄 회로 기판의 차동 쌍 라우팅 기술

차동 쌍은 일반적으로 고속 디지털 직렬 인터페이스인 LVDS, 차동 ECL, PECL, LVPECL, 하이퍼트랜스포트, 이더넷 오버 트위스티드 페어, 시리얼 디지털 인터페이스, RS-422, RS-485, CAN버스, USB, DSL, Serial ATA, TMDS, FireWire, HDMI 등을 포함하거나 고품질 및 고주파 아날로그 신호(예: 비디오 신호, 평형 오디오 신호 등)를 전달한다.
차동 신호는 종종 고속 직렬 링크에 사용되는 길이 일치 와이어 또는 도체를 사용한다.

### 데이터 전송률 예시
차동 쌍으로 구현된 일부 인터페이스의 데이터 전송률은 다음과 같다.
- Serial ATA – 1.5 Gbit/s
- 하이퍼트랜스포트 – 1.6 Gbit/s
- 인피니밴드 – 2.5 Gbit/s
- PCI 익스프레스 – 2.5 Gbit/s
- Serial ATA 개정판 2.0 – 2.4 Gbit/s
- XAUI – 3.125 Gbit/s
- Serial ATA 개정판 3.0 – 6 Gbit/s
- PCI 익스프레스 2.0 – 레인당 5.0 Gbit/s
- 10기가비트 이더넷 – 10 Gbit/s (각 2.5 Gbit/s로 실행되는 4개의 차동 쌍)
- DDR SDRAM – 3.2 Gbit/s (차동 스트로브는 단일 종단 데이터를 래치)

## 전송선로
두 장치(칩, 모듈)를 연결하는 전송선로의 유형은 종종 신호 유형을 결정한다. 단일 종단 신호는 일반적으로 동축 케이블과 함께 사용되며, 이 경우 한 도체가 다른 도체를 환경으로부터 완전히 차폐한다. 모든 스크린(또는 실드)은 단일 재료로 결합되어 공통 접지를 형성한다. 그러나 차동 신호는 일반적으로 평형 도체 쌍과 함께 사용된다. 짧은 케이블과 낮은 주파수에서는 두 방법이 동일하므로 저렴한 케이블과 함께 공통 접지를 사용하는 저렴한 단일 종단 회로를 사용할 수 있다. 신호 속도가 빨라지면 와이어는 전송선로처럼 작동하기 시작한다.

## 컴퓨터에서의 사용
차동 신호는 컴퓨터에서 전자파장애를 줄이는 데 종종 사용되는데, 이는 기하학적 제약과 차폐가 DC에서 작동하지 않는다는 사실 때문에 마이크로스트립과 컴퓨터의 칩에서 완전한 차폐가 불가능하기 때문이다. DC 전원 공급 라인과 저전압 신호 라인이 동일한 접지를 공유하면 접지를 통해 돌아오는 전원 전류가 접지에서 상당한 전압을 유도할 수 있다. 낮은 저항의 접지는 이 문제를 어느 정도 줄여준다. 평형 마이크로스트립 라인 쌍은 스트립라인처럼 추가 PCB 레이어가 필요하지 않기 때문에 편리한 솔루션이다. 각 라인은 접지면에 일치하는 이미지 전류를 유발하며, 이는 어쨌든 전원 공급에 필요하므로 이 쌍은 네 개의 라인처럼 보이며 단순한 격리된 쌍보다 누화 거리가 짧다. 실제로 트위스티드 페어만큼 잘 작동한다. 많은 라인이 일반적인 PCB처럼 작은 공간에 밀집되어 있을 때 낮은 누화가 중요하다.

## 고전압 차동 신호
고전압 차동(HVD) 신호는 고전압 신호를 사용한다. 컴퓨터 전자 제품에서 고전압은 일반적으로 5볼트 이상을 의미한다.
SCSI-1 변형에는 고전압 차동(HVD) 구현이 포함되었으며, 최대 케이블 길이는 단일 종단 버전의 여러 배였다. 예를 들어, SCSI 장비는 HVD를 사용하여 최대 총 케이블 길이가 25미터인 반면, 단일 종단 SCSI는 버스 속도에 따라 최대 1.5에서 6미터의 케이블 길이를 허용한다. SCSI의 LVD 버전은 전압이 낮기 때문이 아니라 이러한 SCSI 표준이 이전 HVD SCSI보다 훨씬 빠른 속도를 허용하기 때문에 25m 미만의 케이블 길이를 허용한다.
일반 용어인 고전압 차동 신호는 다양한 시스템을 설명한다. 반면에 저전압 차동 신호 (LVDS)는 TIA/EIA 표준에 의해 정의된 특정 시스템이다.

## 극성 전환
차동 신호를 처리하는 일부 집적 회로는 두 차동 신호의 극성을 교환하는 하드웨어 옵션(스트래핑 옵션을 통해, 펌웨어 제어 하에, 또는 심지어 자동)을 제공하며, 이를 차동 쌍 스와핑, 극성 반전, 차동 쌍 반전, 극성 반전 또는 레인 반전이라고 한다. 이는 하드웨어 개발에서 인쇄 회로 기판의 고속 차동 쌍 트레이스 라우팅을 단순화하거나 개선하고, 뒤바뀐 와이어로 인한 일반적인 케이블링 오류에 대처하는 데 도움을 주거나, 펌웨어 제어 하에 일반적인 설계 오류를 쉽게 수정하는 데 활용될 수 있다. 많은 이더넷 PHY 트랜시버는 이를 자동 극성 감지 및 보정으로 지원한다(유사한 자동 크로스오버 기능과 혼동하지 말 것). PCIe 및 USB SuperSpeed도 레인 극성 반전을 지원한다.
극성 오류를 처리하는 또 다른 방법은 극성 비감도 선 부호를 사용하는 것이다.

## 같이 보기
- 백플레인
- 공통 모드 신호
- 전류 루프 신호
- 전류 모드 논리 (CML)
- DDR SDRAM
- 차동 증폭기
- 차동 TTL
- 디스플레이포트
- 험버커
- 신호 무결성
- 단일 종단 신호
- 변화 최소화 차분 신호 (TMDS)